# Левіна Єлизавета Йосипівна
Єлизавета Йосипівна Левіна (Лайза Левіна, Elizaveta (Liza) Levina; нар. 20 травня 1974, Ленінград) — американська математик і статистик. Професор Мічиганського університету. Одна з найбільш цитованих науковців 2016 року за версією Thomson ISI.

## Життєпис
Народилася в сім'ї доктора фізико-математичних наук Йосипа Марковича Левіна, головного наукового співробітника лабораторії оптики океану і атмосфери Інституту океанології АН СРСР, і кандидата фізико-математичних наук Тамари Мордхаївни Радомисльської (нар. 1937), старшої наукової співробітниці цієї ж лабораторії.
Закінчила Санкт-Петербурзький державний університет з математики (1994). 1997 року здобула ступінь магістра математики в Університеті Юти, а 2002 року — доктора філософії зі статистики в Каліфорнійському університеті в Берклі, з відзнакою за дисертацію Erich Lehmann Award. Від того ж 2002 року викладає в Мічиганському університеті: асистент-професор, від 2009 року — асоційована професор, від 2014 року — професор статистики, від 2017 року — іменна професор (Vijay Nair Collegiate Professor).
Запрошена доповідачка Міжнародного конгресу математиків 2018 року. Обрана для читання медальйон-лекції Інституту математичної статистики 2019 року.
Від 2012 року член редколегії Annals of Statistics.
Обрана член Міжнародного статистичного інституту (2011), член Американської статистичної асоціації та Інституту математичної статистики (обох — від 2016). Відзначена Молодіжною премією Нетер Американської статистичної асоціації (2010).
Чоловік — Едвард Іонідес (Edward Ionides; нар. 1973), професор статистики Мічиганського університету. Мати трьох дітей.